# Close to Me (canção de Ellie Goulding e Diplo)
"Close to Me" é uma canção da cantora inglesa Ellie Goulding e do produtor norte-americano Diplo, com a participação do rapper norte-americano Swae Lee. O seu lançamento ocorreu a 24 de outubro de 2018 através da editora discográfica Polydor Records.

## Faixas e formatos
| Descarga digital |                                                |         |  |
| N.º              | Título                                         | Duração |  |
| 1.               | "Close to Me" (com a participação de Swae Lee) | 3:02    |  |

## Desempenho comercial

### Posições nas tabelas musicais
| Tabela musical (2018 - 2019)                      | Melhor posição |
| ------------------------------------------------- | -------------- |
| Bélgica - Ultratop 50 (Flandres)                  | 42             |
| Bélgica - Ultratip (Valónia)                      | 1              |
| Canadá - Canadian Hot 100                         | 24             |
| Escócia - Scottish Singles Chart                  | 33             |
| Eslováquia - Singles Digitál Top 100              | 56             |
| Estónia - Eesti lood Tipp-40                      | 38             |
| Estados Unidos - Billboard Hot 100                | 28             |
| Estados Unidos - Billboard Dance/Electronic Songs | 3              |
| Irlanda - Top 100 Singles                         | 32             |
| Nova Zelândia - NZ Hot Singles                    | 4              |
| Países Baixos - Dutch Top 40                      | 24             |
| Reino Unido - UK Singles Chart                    | 17             |
| Chéquia - Singles Digitál Top 100                 | 47             |
| Suécia - Sverigetopplistan                        | 38             |